# Biel (Saragossa)
Biel (früher Biel-Fuencalderas) ist eine spanische Gemeinde in der Provinz Saragossa der Autonomen Region Aragonien. Der zur Comarca Cinco Villas (Fünf Kleinstädte) gehörende Ort liegt oberhalb des Arba de Biel, einem der Quellflüsse des Río Arba. Der Norden des Gemeindegebiets wird von der Sierra de Santo Domingo gebildet, die Gemeinde erreicht eine Höhe bis zu 1.384 m. Das Gemeindegebiet schließt die Ortschaft Fuencalderas ein.

## Geschichte
Im Jahr 1998 wurden an der rund einen Kilometer von Biel entfernten, Peña 14 genannten Höhle prähistorische Siedlungsreste aus dem elften vorchristlichen Jahrtausend gefunden.
Die Burg von Biel wird erstmals in der Zeit von Sancho III. im 11. Jahrhundert genannt. Biel besaß ein bedeutendes Judenviertel (judería) und gegen Ende des Mittelalters war mehr als die Hälfte der Bevölkerung von Biel jüdischen Glaubens.

## Bevölkerungsentwicklung
| 1900  | 1910  | 1920  | 1930  | 1940 | 1950 | 1960 | 1970 | 1981 | 1991 | 2001 | 2009 |
| ----- | ----- | ----- | ----- | ---- | ---- | ---- | ---- | ---- | ---- | ---- | ---- |
| 1.273 | 1.326 | 1.160 | 1.009 | 870  | 819  | 565  | 364  | 233  | 200  | 255  | 200  |

## Sehenswürdigkeiten
- Die romanische Burg von Biel stammt aus dem 11. Jahrhundert
- Die romanische Pfarrkirche San Martín wurde im gotischen und Renaissance-Stil umgebaut
- Das ehemalige jüdische Viertel
- Die Einsiedelei San Miguel de Liso in Fuencalderas
- Die Einsiedelei Virgen de la Sierra, ebenfalls in Fuencalderas